# アッバース朝の小アジア侵攻 (806年)
806年のアッバース朝の小アジア侵攻（アッバースちょうのしょうアジアしんこう）は、ビザンツ帝国（東ローマ帝国）に対してアッバース朝が開始した長期の一連の軍事行動の中で最大の規模で行われた侵攻である。遠征はアッバース朝とビザンツ帝国が長い国境を共有していた小アジア（アナトリア）中部と南東部に向けて行われた。
ビザンツ帝国においてニケフォロス1世（在位：802年 - 811年）が皇帝に即位すると、ニケフォロス1世は先代の女帝エイレーネー（在位：797年 - 802年）がアッバース朝と合意した貢納金の支払いを停止し、アッバース朝と接する国境地帯への攻撃を開始した。自らをジハード（聖戦）の擁護者として宣伝しようとしたアッバース朝のカリフのハールーン・アッ＝ラシード（在位：786年 - 809年）は、ビザンツ帝国を懲罰し、ビザンツの皇帝に対してアッバース朝の力を誇示することを目的として、自ら報復攻撃を率いることを決めた。
ハールーンはシリア北部のラッカに軍を招集した。中世の歴史家は135,000人、または300,000人にも上る兵力を記録している。これらの数字は明らかに誇張されているものの、この侵攻のために組織されたアッバース朝軍の規模は、これより以前に行われた侵攻時のものよりもはるかに大きなものであった。アッバース朝軍は806年6月11日にラッカより出発してキリキアの沿岸地帯とトロス山脈を横断し、ビザンツ帝国が領有するカッパドキア地方へ侵攻した。アッバース朝軍は反撃を受けることなく自由に襲撃を行い、いくつかの都市や要塞を占領した。その中でもアラブの歴史において記念とされている出来事は、ヘラクレアの包囲と陥落、そして破壊に関するものである。ヘラクレアの名は、後にラッカの近くにカリフによって建てられた勝利を記念する建造物に刻まれている。ビザンツ帝国はこれらの敗北によって、ニケフォロス1世が貢納金の支払いの再開を提案することと引き換えにアッバース朝軍の撤退と和平を求めることを余儀なくされた。しかしながら、ハールーンはカリフへの服従の証として、皇帝とその息子で後継者のスタウラキオスに追加の人頭税（ジズヤ）の支払いを強要した。
ハールーンが出発した後、ほとんど間を置かずにニケフォロス1世が破壊された国境の砦を再強化し、貢納金の支払いを停止することで和平の条件を反故にした。しかしながら、ハールーンはホラーサーンで発生した反乱への対処に忙殺され、3年後には死去したために806年と同様の規模で報復攻撃が実行されることはなかった。より小規模な襲撃は両者の間で続いたものの、809年以降にアッバース朝の内戦が始まり、ビザンツ帝国もブルガリア帝国との問題への対処に集中したため、次の20年の間、アラブとビザンツ帝国の間における大規模な紛争は停止することになった。

## 背景
802年10月にビザンツ帝国の女帝エイレーネーが廃位され、エイレーネーに代わりニケフォロス1世が即位したことによって、アラブとビザンツ帝国の長い戦争の歴史の中でも特に厳しい局面を迎えることになった。例年にわたりアッバース朝によってビザンツ領の小アジア（アナトリア）への破壊的な一連の襲撃を受けたために、エイレーネーは798年に外見的には貢納金の支払いを毎年行うことを条件にカリフのハールーン・アッ＝ラシードとの間で停戦を確保したものの、実態としては782年のハールーンによる最初の大規模な小アジアへの侵攻の後に3年間の停戦に合意した際の貢納の条件を継続するものであった。一方、ニケフォロス1世はより好戦的であった。シリア語の記録によると、ビザンツ帝国からの離反者がニケフォロス1世の即位を知ったとき、その離反者はジャズィーラ地方（メソポタミア北部）のアッバース朝の総督に「絹の衣服を捨てて鎧を着る」ように警告した。さらに、新しい皇帝は他の政策ととともに貢納を取りやめることによって国庫に資金を充当する決定をした。

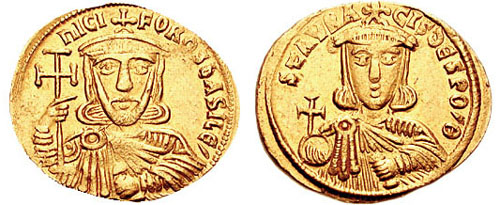
ニケフォロス1世（左）と息子で後継者のスタウラキオス（右）のノミスマ金貨。

エイレーネーと締結した平和条約を反故にし、貢納を停止したことに対する報復として、ハールーンは803年の春に息子のアル＝カースィム・ブン・ハールーン・アッ＝ラシードが指揮する軍による侵攻を開始した。ニケフォロス1世は帝国軍の最高司令官であるバルダネス・トゥルコスが起こした小アジアにおけるビザンツ軍の大規模な反乱に直面していたため、この侵攻に対応することができなかった。バルダネスの降伏によって反乱が終結した後、ニケフォロス1世は軍隊を編成し、カリフのハールーン自らが指揮する第二軍のより大きな侵攻に立ち向かうために進軍した。ハールーンが国境地帯を襲撃した後、小アジアの中部で双方の軍隊が2か月にわたり対峙したものの、戦闘には発展しなかった。貢納金の一括払いと引き換えにその年の残りの期間の休戦が成立し、ニケフォロス1世が撤退の準備を整えるまでの間、ニケフォロス1世とハールーンは手紙の交換を行った。
翌804年、イブラーヒーム・ブン・ジブリールの指揮するアッバース朝軍がトロス山脈を超えて小アジアへ侵入した。ニケフォロス1世はアラブ軍に対抗しようと試みたものの、クラソスの戦いで命からがら脱出する程の予期しない大敗を喫した。しかし、ハールーンは地元住民の敵意を買っていたホラーサーン総督のアリー・ブン・イーサー・ブン・マーハーンの問題に悩まされていたため、再び和平の締結と貢納を受け入れた。冬の間に双方の帝国の間で捕虜を交換する合意にも達し、国境のキリキアのラモス川で捕虜の交換が行われた。過去数年の間にビザンツ側に拘束されていたイスラーム教徒の捕虜の人数はおよそ3,700人であった。

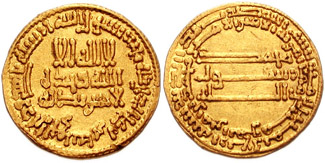
ハールーン・アッ＝ラシードのディナール金貨。

その後、ハールーンはホラーサーンの問題に対処するためにレイに向けて出発し、息子のカースィムにビザンツ帝国との国境地帯の監視を委ねた。805年の春、ニケフォロス1世は、破壊されたサフサフ、テバサ、そしてアンキュラの町の城壁を再建する機会を活用した。同じ年の夏に、ニケフォロス1世はアラブ側の国境地帯であるキリキア方面のスグール（キリキアからシリア北部およびメソポタミア北部（ジャズィーラ）にかけて広がるビザンツ帝国との国境に隣接した地域）に対し、この20年間で最初のビザンツ側からの襲撃に乗り出した。ビザンツ軍はモプスエスティアとアナザルボスの要塞周辺の地域を襲撃し、襲撃を進めながら捕虜を拘束していった。モプスエスティアのアラブの駐屯軍はビザンツ軍を攻撃し、ほとんどの捕虜と略奪品を取り戻したものの、ビザンツ軍は786年にキリキアにおけるイスラーム教徒の支配力を高めるためにハールーンの命令によって再強化され、再入植が行われていたタルスースに向かって進軍した。タルスースはビザンツ軍によって陥落し、守備隊全体が捕虜となった。同時に、もう一つのビザンツ軍の部隊がジャズィーラ方面のスグールを襲撃し、メリテネの要塞を包囲したものの、要塞の占領には失敗した。一方、1世紀以上にわたってアラブとビザンツ帝国の共同統治下にあったキプロスにおいて、現地のアラブ軍の守備隊に対してビザンツ帝国が扇動した反乱が起こった。
このビザンツ帝国の突然の攻撃活動の再開は、特にニケフォロス1世が翌年に同様の攻撃を計画しており、その時にはこれらの国境地域の完全な占領を目指すであろうという報告を受けた際にハールーンを非常に驚かせた。歴史家のウォーレン・トレッドゴールドは、ビザンツ帝国がこの試みを成功させた場合、「タルスースとメリテネに駐留軍を置き、トロス山脈からビザンツ帝国の核心地域へのアラブ軍の主要な侵入経路を部分的に封鎖することで、ビザンツ帝国に大きな利益をもたらしたであろう」と述べている。その一方で、ニケフォロス1世は人材と資源の面においてアッバース朝が大きな優位に立っていることを確実に認識しており、単純に力を誇示し、敵側の意思を試すことを目的に軍事行動を起こした可能性の方がより高いとしている。

## 806年のアッバース朝軍の侵攻
ハールーンはアリー・ブン・イーサー・ブン・マーハーンの総督の地位を追認してホラーサーンにおける問題の処理を終え、805年11月に西方へ帰還し、シリア、パレスチナ、ペルシア、およびエジプトから人員を集め、翌年の大規模な報復遠征への準備を始めた。イラン北部出身の歴史家であるタバリーによれば、ハールーンの軍は135,000人に達する正規部隊に加え、志願兵や戦時の略奪目的の参加者が存在していた。この数値は、アッバース朝時代全体を通してそれまでに記録されたものとしては優に最大となる規模であり、これはビザンツ帝国軍全体の推定される兵力のおよそ半分の規模に相当する。135,000人という数字や、さらに非常に大きな数字であるビザンツ帝国の年代記作家のテオファネスによる300,000人という主張は確かに誇張されているものの、それでもなおアッバース朝軍の規模の大きさを示している。同時に、海軍提督のフマイド・ブン・マアユーフ・アル＝ハジューリーの下で、キプロスへの襲撃の準備が進められた。

806年にアッバース朝軍の侵攻が行われた小アジア南東部の7世紀後半から10世紀にかけてのビザンツ帝国とアラブの国境地帯の地図。

大規模な遠征軍は、806年6月11日にカリフを先頭にしてシリア北部のラッカのハールーンの住居より出発した。タバリーは、ハールーンが「信仰と巡礼者のための戦士」（アラビア語ではガーズィーとハッジ）と印された帽子を被っていたと記録している。アッバース朝の軍隊はハールーンがタルスースの再建を命じていたキリキアを通過し、キリキアの門（キリキアの低地の平野とアナトリア高原を結ぶトロス山脈の峠）を越えてビザンツ領のカッパドキアへ入った。ハールーンは当時放棄されていたとみられているティアナに向かい、そこでハールーンは作戦基地の設置を始め、ウクバ・ブン・ジャアファル・アル＝フザーイーに町を再建してモスクを建設するように命じた。
ハールーンの副官のアブドゥッラー・ブン・マーリク・アル＝フザーイーがシデロパロスを占領し、そこからハールーンの従兄弟であるダーウード・ブン・イーサー・ブン・ムーサーが、（タバリーの数字によれば）アッバース朝軍の半数となる約70,000人を引き連れ、略奪のためにカッパドキア中央部へ移動した。別のハールーンの将軍であるシャラーヒール・ブン・マアン・ブン・ザーイダが「スラヴ人の要塞」（Hisn al-Saqalibah）と再建されたばかりのテバサの町を占領し、一方でヤズィード・ブン・マフラドが「柳の砦」（al-Safsaf）とマラコペアを占領した。アッバース朝軍はアンドラソスを占領し、キジストラを包囲下に置いてアンキュラまで到達したが、これを占領することはなかった。
ハールーン自身は残りの半分の部隊とともに西へ向かい、8月または9月に1か月間にわたる包囲戦の末、頑強な要塞都市であったヘラクレア（ヘラクレア・キュビストラ）を占領した。町は略奪と徹底的な破壊を受け、住民は奴隷にされてアッバース朝の地へ強制的に連行された。アラブの年代記作家たちは、ヘラクレアの陥落はビザンツ帝国に対するハールーンの遠征における最も重要な成果であると考えており、ニケフォロス1世に対するハールーンの報復攻撃の物語における中心的な出来事となっている。歴史家のマリウス・カナールが述べているように、「アラブ人にとってヘラクレアの占領は、838年のアモリオンの破壊と同じ程の強い影響を与えた」。しかし、この都市の実際の重要性に関する認識はビザンツ側とは完全に食い違っている。実際にビザンツの資料では、ハールーンの806年の軍事行動中に占領された他の要塞と比較して、ヘラクレアの陥落を特に重要視していない。同じ頃、キプロスにおいて海軍提督のフマイドが島を略奪して地元の大主教と捕虜を含む約16,000人のキプロス人をシリアへ連行し、連行した者たちを奴隷として売りさばいた。
兵力で上回るブルガリア帝国に背後から脅かされていたニケフォロス1世は、アッバース朝軍の猛攻に対抗することができなかった。ニケフォロス1世は自ら軍隊を率い、敵の孤立した分遣隊に対していくつかの小規模な戦闘で勝利を収めたものの、アッバース朝軍の主力部隊からは距離を置いていた。結局、アラブ軍がビザンツの領土のティアナで冬を越すという厳しい状況となる可能性を残したまま、ニケフォロス1世はシンナダの主教ミカエル、グライオンの修道院院長のペトロス、そしてアマストリス府主教の執事であるグレゴリオスの三人の聖職者を使者として派遣した。ハールーンは毎年の貢納（テオファネスによれば30,000、タバリーによれば50,000のノミスマ金貨）と引き換えに和平に同意したものの、ニケフォロス1世と後継者である息子のスタウラキオスは、カリフに対してそれぞれ3枚（タバリーの説明ではそれぞれ4枚と2枚）の金貨を屈辱的な人頭税（ジズヤ）として支払うことになった。さらに、ニケフォロス1世は破壊された砦を再建しないことを約束した。その後、ハールーンはいくつかの包囲を行っていた部隊を呼び戻し、ビザンツ帝国の領域から撤退した。

## 和平成立後の経過
和平条件の合意の後、二人の統治者の間に友好的な交流があったことがタバリーによって触れられている。ニケフォロス1世は、ヘラクレアが陥落した際に拘束された息子のスタウラキオスの花嫁候補の一人である若いビザンツ人の女性といくつかの香水をハールーンに求めた。タバリーによれば、
ハールーンは奴隷の少女を探し出すように命じた。少女は連れ戻されて美しい衣装で着飾られ、ハールーン自身が滞在していた天幕の席に座らされた。奴隷の少女は天幕とその建具や器などの付属品とともにニケフォロス1世の使者に引き渡された。また、ハールーンはニケフォロス1世が要求した香水を送り、さらにはナツメヤシの実、ゼリーの菓子、レーズン、そして治療薬を送った。
ニケフォロス1世は返礼として、馬に積み込んだ50,000枚の銀貨、100着のサテン地の衣服、200着の高価なブロケードの衣装、12羽のハヤブサ、4頭の狩猟犬、そして3頭の馬を送った。しかし、ニケフォロス1世はアラブ軍が撤退するとすぐに国境地帯の砦を修復し、その後に貢納金の支払いを停止した。テオファネスは、ハールーンが突如小アジアへと戻り、報復としてテバサを占領したと記録しているが、これを裏付ける証拠は存在しない。
アラブ人は翌年に一連の報復攻撃を開始したものの、ヤズィード・ブン・アル＝フバイリー・アル＝ファザーリーが指揮した春の襲撃はヤズィード自身が戦死する完全な敗北に終った。ハルサマ・ブン・アーヤーンの下でのより大規模な夏の襲撃はニケフォロス1世が直接対峙し、決着がつかないまま両軍は撤退した。その後ビザンツ軍はマラシュ地方を襲撃することで反撃し、一方、アラブ軍は夏の終わりにフマイドが率いる大規模な海軍による襲撃を開始した。フマイドはロードス島を略奪し、ペロポネソス半島まで到達したものの、帰還時に何隻かの船を嵐によって失った。なお、アラブ艦隊はこの遠征の頃にペロポネソス半島で発生したスラヴ人の反乱を扇動していた可能性もあると考えられている。
807年のビザンツ帝国に対するこれらのアッバース朝の試みは、ハールーンが再び東に向かうことを余儀なくされたホラーサーンにおけるラーフィー・ブン・アッ＝ライスの反乱の発生によってさらに困難の度合いを増すことになった。ハールーンは新たな休戦を成立させ、808年に別の捕虜交換がラモス川で行われた。こうしてニケフォロス1世は、国境の要塞の修復と貢納の停止の両方を止めることなく利益を得ることになった。

## 影響

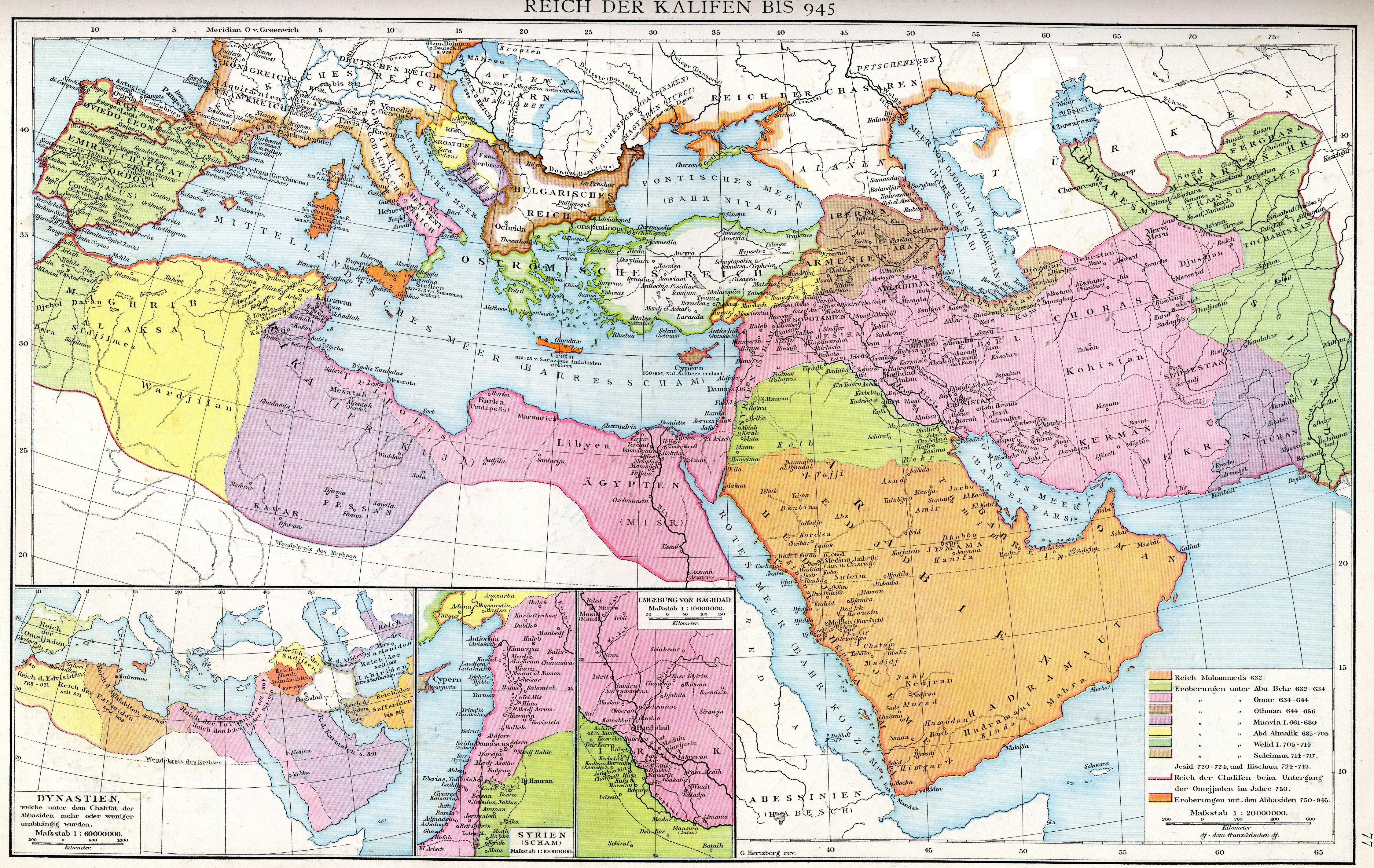
ヨハン・グスタフ・ドロイゼンによる7世紀から8世紀にかけてのイスラーム勢力の広がりと、ウマイヤ朝と初期のアッバース朝の下におけるイスラーム世界を示した地図。

このハールーンの大規模な遠征においてアッバース朝が物質的に得たものはほとんどなかった。ヘラクレアの陥落やアラブの文献によるその目立った取り扱いにもかかわらず、ニケフォロス1世がすぐに休戦の条件を反故にしたために恒久的な成果は得られなかった。ウォーレン・トレッドゴールドによれば、もしハールーンが副官の一人からさらに西へ進み主要都市を攻略するように進言を受けていれば、ビザンツ帝国に対してより長期的な被害を与えていた可能性がある。しかしながら、ハールーンの目標はより限定的なものであった。ハールーンは805年の襲撃を繰り返させることを防ぐためにニケフォロス1世を威嚇して力を誇示し、イスラームの擁護者としての経歴を強化したことに満足した。その一方で、806年以降ニケフォロス1世は東部国境における領土拡張のために持っていたであろうあらゆる計画を放棄し、財政改革への取り組みとバルカン半島の回復、そしてブルガリア帝国に対する戦争に集中したものの、これらの努力は破滅的な結果となった811年のプリスカの戦いにおける自身の戦死とともに終わった。
一方、歴史家のM. A. シャーバーンは、この侵攻をせいぜい「限られた成功」であると見なし、ビザンツ帝国へのハールーンの「ひたむきな」姿勢を「完全に的外れな努力」として批判している。シャーバーンによれば、ビザンツ帝国にはアッバース朝を深刻に脅かす現実的な能力（または意思）がなかっただけでなく、ハールーンの徴兵活動が東方のホラーサーンからの兵士の流入につながり、従来のシリアとイラクの軍のエリートの反感を買うとともに、ハールーンの死後に勃発したアッバース朝の内戦の原因となる分裂を招くことになった。ハールーンの息子のアミーン（在位：809年 - 813年）とマアムーン（在位：813年 - 833年）の間のこの紛争によって、アッバース朝はバルカン半島におけるビザンツ帝国の困難な状況を利用することができなかった。実際に、806年の侵攻と807年の効果のない襲撃は、20年以上にわたって続いたビザンツ帝国に対するアッバース朝の侵攻において中央政府が組織した最後の主要な遠征となった。陸上と海上において孤立的な襲撃と反撃が続き、アッバース朝とは無関係に地方のイスラーム教徒の指導者たちが820年代にクレタ島を征服し、シチリア島に対する征服を開始した。このような状況の中、ビザンツ皇帝テオフィロス（在位：829年 - 842年）の即位後に小アジア東部における二つの帝国間の国境を越える大規模な紛争が再開された。カリフのマアムーンとムウタスィム（在位：833年 - 842年）の下でのこの対立は、830年から833年にかけてのマアムーンによる大規模な侵略と、838年のムウタスィムによるアモリオンの戦いで最高潮に達することになった。

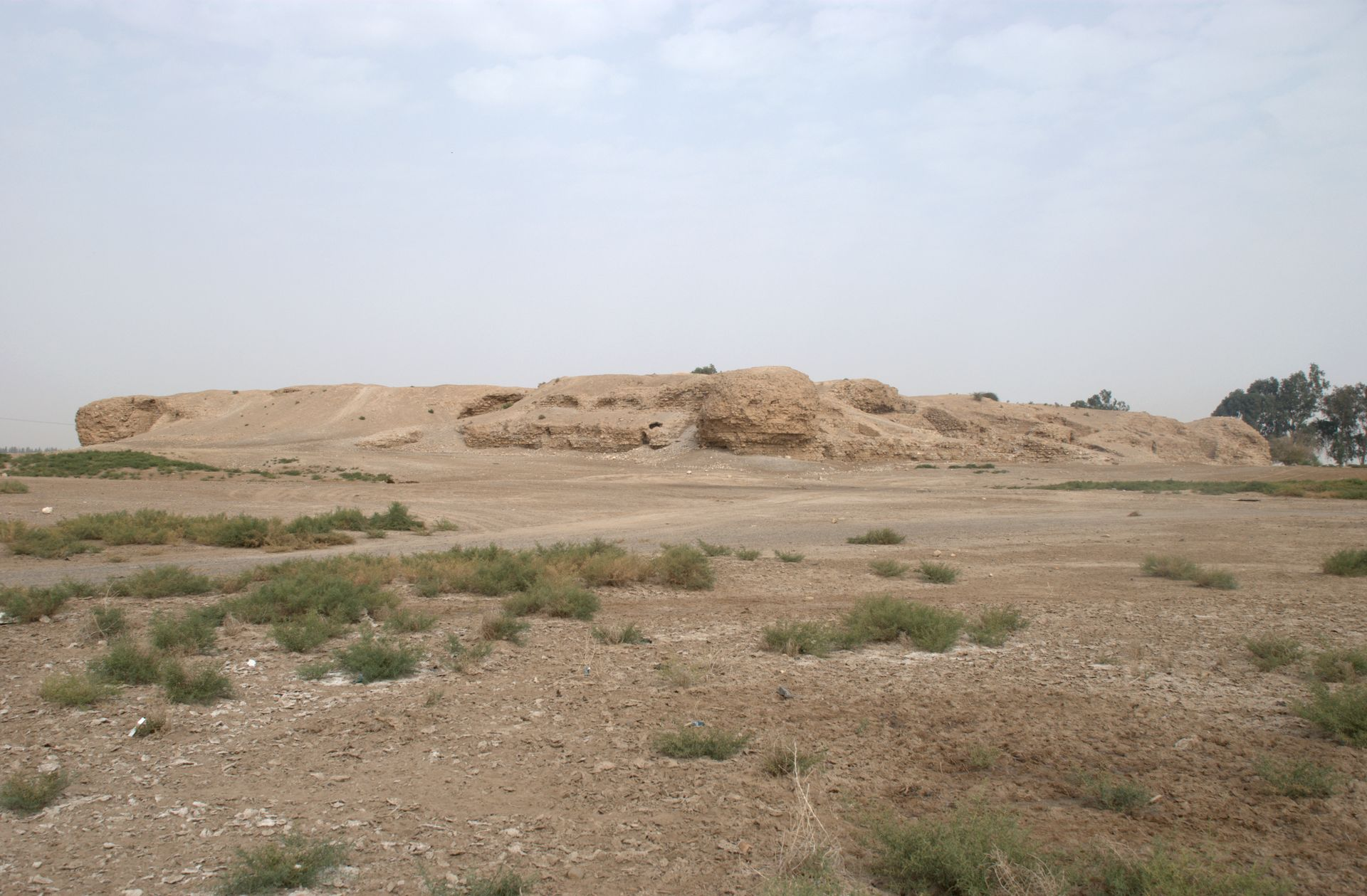
806年の侵攻の後にハールーンによって勝利を記念して建てられた「ヒラクラ」の残部の眺め。

これらのハールーンの軍事行動に関する最も長く続いている影響は文学作品の中に見いだすことができる。マスウーディーの著作や『キターブ・アル＝アガーニー』（歌の書）などの文献によって、これらの軍事行動と結びついたいくつかの伝説や逸話がアラブ人の手によって残されている。これらの物語では、都市の強固な要塞の姿が強調され、アラブの戦士がビザンツの戦士を投げ縄で捕えて決着した一騎打ちの様子や、巨大なカタパルトを用いて、まるで物であるかのようなギリシアの火を投擲するアラブ軍が守備兵の恐怖を引き起こしている様子が記されている。また、オスマン帝国のトルコ人もハールーンのビザンツ帝国との戦いに大きな注目を寄せていた。17世紀のオスマン帝国の旅行家であるエヴリヤ・チェレビは、作品においてハールーンとアラブ軍がボスフォラス海峡に到達した782年の軍事侵攻における出来事と806年の出来事を混ぜ合わせ、ニケフォロス1世の死に様のような明らかに架空の要素を取り入れた。エヴリヤによれば、ハールーンはコンスタンティノープルを二度包囲した。最初の包囲では、ハールーンは（古代のカルタゴの女王ディードーの物語を真似て）牛の革で覆えるだけの土地を確保し、その上に要塞を築いた後に撤退した。二度目の包囲では、ハールーンはコンスタンティノープルに住むイスラーム教徒の虐殺に対する報復のために進軍し、ハギア・ソフィアにおいてニケフォロス1世を絞首刑に処すように命じた。
また、恐らくはヘラクレアの占領後、ハールーンは自身の最も重要な住居があったラッカの西約8キロメートルの場所に、軍事作戦の成功と勝利を記念する建造物を建てた。地元の伝承ではヒラクラ（Hiraqla）の名で知られ、長さ100メートルの正方形の構造物からなり、直径約500メートルの円形の壁に囲まれ、東西南北の方角に4つの門が置かれていた。主要な構造物は806年から807年にかけてハールーンの命令で取り壊された教会の石材からなり、1階に4つのアーチ型のホールと上階に続くスロープがあった。しかしながら、808年にハールーンがホラーサーンへ出発した後、その地で死去したために未完のまま放置された。